# Andrea Ehrig-Mitscherlich
Andrea Ehrig-Mitscherlich, geb. Mitscherlich, verh. Schöne, Ehrig (* 1. Dezember 1960 in Dresden), ist eine ehemalige deutsche Eisschnellläuferin, die für die DDR startend in den 1980er Jahren die Weltspitze auf den Langstrecken mitbestimmte. Sie gewann bereits 1976 im Alter von 15 Jahren olympisches Silber über 3000 Meter, acht Jahre später ebenfalls über 1000 und 1500 Meter und wurde 1984 Olympiasiegerin über 3000 Meter. 1980 wurde sie Vierte über 3000 Meter. Bei ihren vierten Olympischen Spielen, 1988, gewann sie noch zweimal Silber auf den Langstrecken und Bronze über 1500 Meter.
Ihre internationale Karriere begann infolge ihrer ersten erfolgreichen Olympiateilnahme 1976 schon im jugendlichen Alter. Seitdem bestimmte sie kontinuierlich das Geschehen auf den Mittel- und Langstrecken maßgeblich mit. Von 1983 bis 1988 wurde sie in Folge Europameisterin im Mehrkampf – mit Ausnahme von 1984, als sie wegen der Olympiavorbereitung auf eine Teilnahme verzichtete. 1983 und 1985 wurde sie Weltmeisterin und gewann zwischen 1982 und 1987 weiterhin viermal WM-Silber. Sie gewann 6 Weltcuprennen und belegte ebenso oft den 2. und fünfmal den 3. Platz. Insgesamt stellte sie 9 Weltrekorde auf Mittel- und Langstrecken sowie im Mehrkampf auf. Damit rangiert sie in der deutschen Rekordbilanz auf Platz 3 hinter Gunda Niemann-Stirnemann (19) und Karin Enke (10).

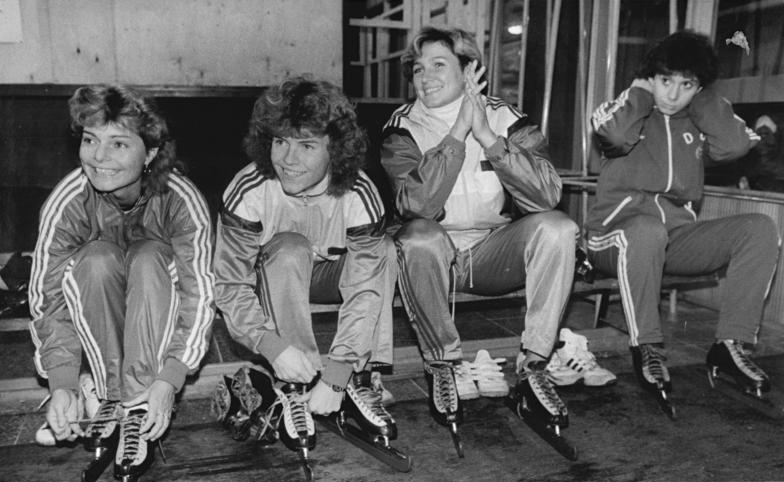
Andrea Ehrig (links), Gabi Zange, Karin Enke und Sabine Brehm beim Eisschnelllauf-Weltcup in Berlin am 26. November 1988

Obwohl sie auf die Langstrecken spezialisiert war, nahm sie auch regelmäßig an Sprintrennen teil und belegte dort vordere Plätze. Bei den WM im Sprintvierkampf wurde sie dreimal 4. und zweimal 6. Bei der WM 1985 und den EM 1987 und 1988 gewann sie die Titel mit Siegen über jeweils alle vier Einzelstrecken – ein Kunststück, das später nur Gunda Niemann wiederholen konnte. Zusammen mit Karin Enke, Christa Rothenburger und Gabi Zange sicherte sie in den 1980er Jahren die Dominanz der ostdeutschen Läuferinnen auf allen Strecken. Nach dem Gewinn der Europameisterschaft und der olympischen Silbermedaille über 5000 Meter erklärte sie 1988 zusammen mit ihren Kolleginnen Karin Enke und Gabi Zange den offiziellen Rücktritt der „großen Drei“.
Andrea Ehrig-Mitscherlich startete für den früheren SC Einheit Dresden (Nachfolger: ESC Dresden, seit 2001 Eislauf-Verein Dresden) und wurde von Erfolgstrainer Rainer Mund betreut.

## Auszeichnungen
1984 erhielt Ehrig-Mitscherlich den Vaterländischen Verdienstorden in Gold. 1988 wurde sie zum Abschluss ihrer Sportkarriere mit dem Stern der Völkerfreundschaft in Gold geehrt.